# Berversbergbeek
De Berversbergbeek is een beek in Nederlands Zuid-Limburg in de gemeente Vaals. Het is een zijrivier op de  rechteroever van de Geul met de monding in ten zuidoosten van Epen. Ze ontspringt aan de zuidwestzijde van het Vijlenerbos bij de Eperbaan. Ze stroomt vervolgens door Cottessen, aan de noordzijde langs de Cottessergroeve, om ten slotte niet ver van de grens met België uit te monden in de Geul.
Stroomopwaarts ligt op de linkeroever de Elzeveldlossing, op de rechteroever de Cottesserbeek en stroomafwaarts op de rechteroever de Belleterbeek. Ten noorden van de Berversbergbeek ligt een uitloper van het Plateau van Vijlen waarop de Hoeve Bellet gelegen is. Bij de monding van de beek ligt de Hoeve Bervesj.

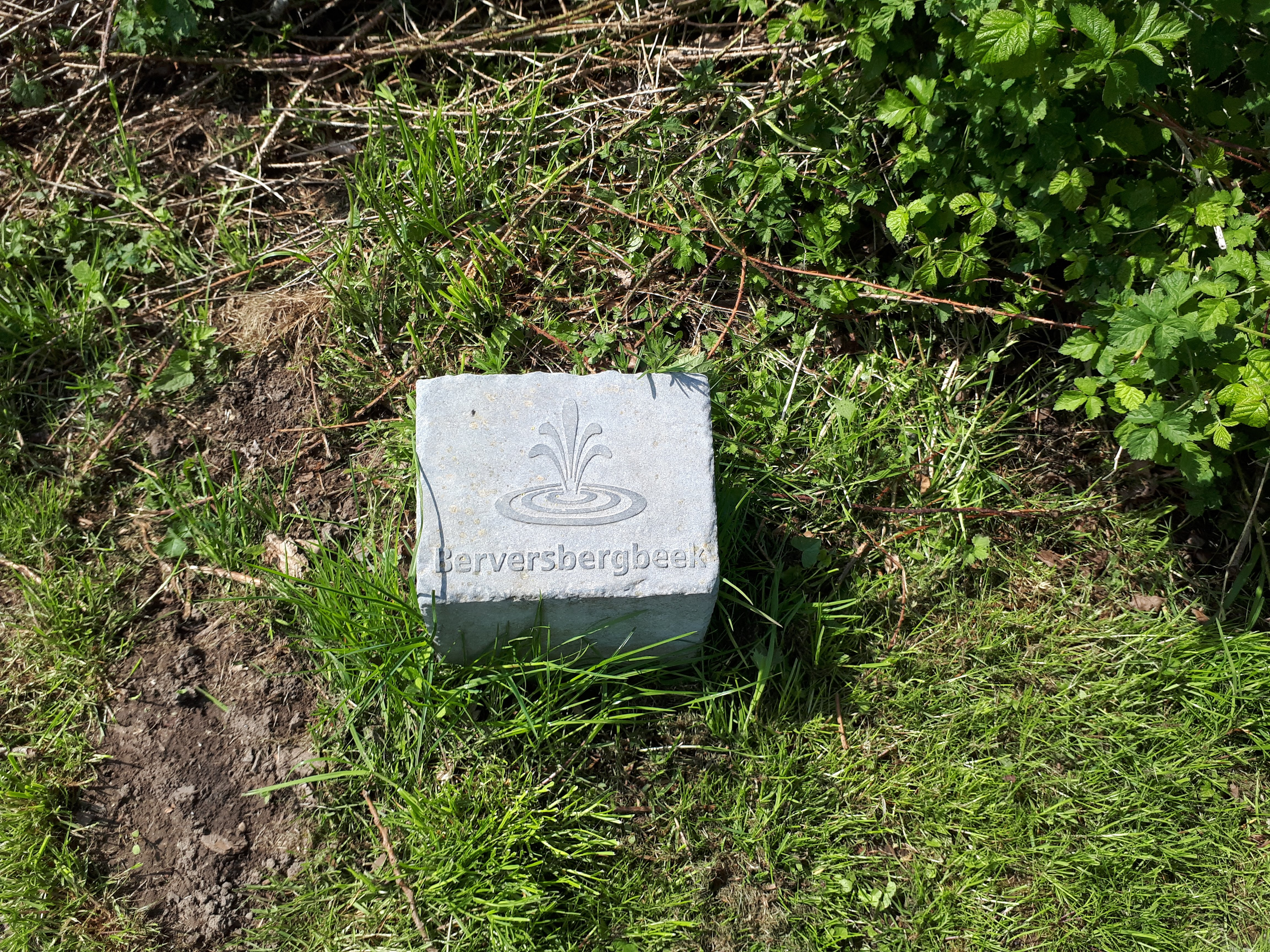
Bronnendal Epen